# Amsham (Bad Griesbach im Rottal)
Amsham ist ein Ortsteil der Gemeinde Bad Griesbach im Rottal im niederbayerischen Landkreis Passau.

## Lage
Das Dorf Amsham liegt im Rottal zwischen Bad Griesbach und Weng und gehört zur Gemeinde Bad Griesbach im Rottal.

## Wirtschaft
Amsham lebt hauptsächlich von der Land- und Forstwirtschaft. Neben Getreide (z.B: Weizen, Gerste), Raps wird auch hauptsächlich Mais angepflanzt, welcher hier sehr gut gedeiht und wird den Schweinen und Rindern verfüttert. In Amsham gibt es zwei Mastbetriebe für Schweine mit jeweils ca. 2500 Schweinen, außerdem gibt es noch zwei Rinderwirte mit jeweils 50 Rindern und einen Biobauern, welcher ebenfalls Rinder hält.

## Sehenswürdigkeiten
Die neu restaurierte Kapelle in der Ortsmitte wurde 1991 erbaut und 2012 renoviert. Jedes Jahr gibt es eine Maiandacht und einen Rosenkranz für die verstorbenen Amshamer Einwohner. Des Weiteren ist ganz in der Nähe der Bruder-Konrad-Hof wo jedes Jahr am 1. Mai aus den umliegenden Gemeinden Pilger zum Bruder-Konrad-Fest pilgern.